# Weg der Steine (Uelzen)

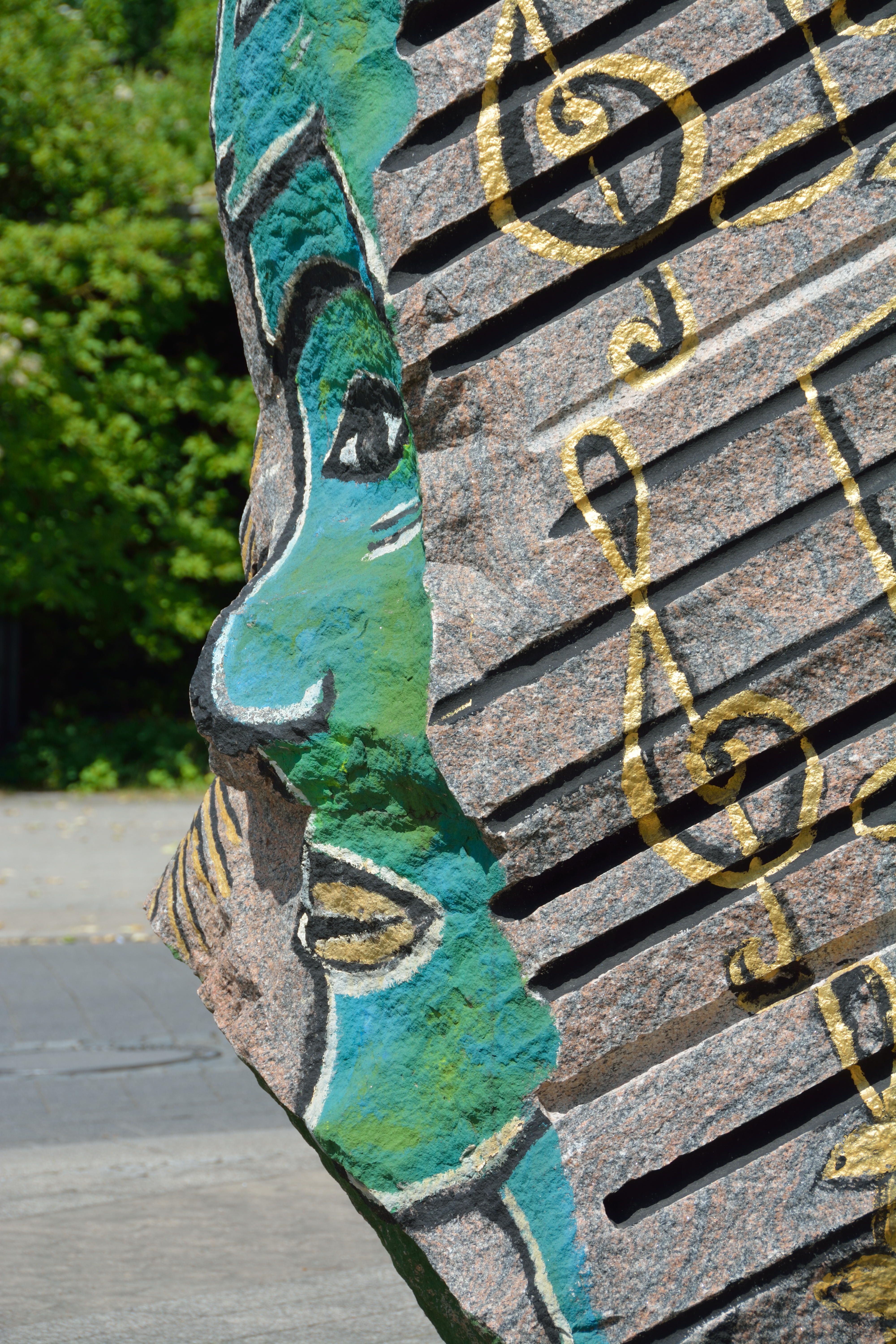
Der „Stein der Flora“, Detail

Der Weg der Steine in Uelzen führt vom Hundertwasserbahnhof in die Innenstadt. 21 großformatige Felsbrocken wurden von der deutsch-schwedischen Künstlerin Dagmar Glemme bearbeitet und mit zum Teil phantastischen und mystischen Motiven bemalt. Die Aufstellung erfolgte im Jahr 2008. In der Nähe jedes Steines ist eine einfache Messingplatte im Boden verankert, die aber nur den Namen des Steines und die Künstlerin bezeichnet. Nähere Erklärungen fehlen. Der erste Stein ist der „Stein der Flora“.
Die Steine selbst sind bis zu drei Meter hoch und haben ein Gewicht von bis zu acht Tonnen.
Die meisten Steine stehen als einzelnes Monument, allerdings gibt es zwei Gruppierungen:
- Vor dem Kaufhaus Ramelow gibt es drei thematisch zusammenhängende Steine: Die Steingruppe der drei Einigkeiten: „Freiheit“, „Glück“ und „innere Stärke“

- Das Ende der Kette im Herzogenpark bildet der „Stein der Weisheit“ mit vier Steinsesseln, die die vier Elemente symbolisieren.

| Nummer                             | Bild | Beschreibung | Lage     | Weblinks                                                  |
| ---------------------------------- | ---- | --- | -------- | --------------------------------------------------------- |
| Nr. 1                              |      | „Stein der Flora“ | Standort | 1 (Memento vom 18. Dezember 2014 im Internet Archive)     |
| Nr. 2                              |      | „Stein der Träume“ |          | 2 (Memento vom 18. Dezember 2014 im Internet Archive)     |
| Nr. 3                              |      | „Stein der Lüneburger Heide“ |          | 3 (Memento vom 18. Dezember 2014 im Internet Archive)     |
| Nr. 4                              |      | „Stein des Sonnengottes“ |          | 4 (Memento vom 18. Dezember 2014 im Internet Archive)     |
| Nr. 5                              |      | „Stein des Gesanges“ |          | 5 (Memento vom 18. Dezember 2014 im Internet Archive)     |
| Nr. 6                              |      | „Stein des Elefanten“ |          | 6 (Memento vom 18. Dezember 2014 im Internet Archive)     |
| Nr. 7                              |      | „Stein der Musik“ |          | 7 (Memento vom 18. Dezember 2014 im Internet Archive)     |
| Nr. 8                              |      | „Stein der Botschaft“ |          | 8 (Memento vom 18. Dezember 2014 im Internet Archive)     |
| Nr. 9                              |      | „Stein der Fische“ |          | 9 (Memento vom 18. Dezember 2014 im Internet Archive)     |
| Nr. 10 Nr. 11 Nr. 12               |      | Steingruppe der drei Einigkeiten: - „Freiheit“ (gelb) - „Glück“ (blau) - „innere Stärke“ (rot)                                                                       | Standort | 10-12 (Memento vom 18. Dezember 2014 im Internet Archive) |
| Nr. 13                             |      | „Stein der Apfelgöttin“ |          | 13 (Memento vom 18. Dezember 2014 im Internet Archive)    |
| Nr. 14                             |      | „Stein des kosmischen Pferdes“ |          | 14 (Memento vom 18. Dezember 2014 im Internet Archive)    |
| Nr. 15                             |      | „Stein des Paradieses“ |          | 15 (Memento vom 18. Dezember 2014 im Internet Archive)    |
| Nr. 16                             |      | „Stein der Liebenden“ |          | 16 (Memento vom 18. Dezember 2014 im Internet Archive)    |
| Nr. 17 Nr. 18 Nr. 19 Nr. 20 Nr. 21 |      | „Stein der Weisheit“, umgeben von den Steinsesseln des Feuers, des Wassers, der Erde und der Luft: - „Feuer“ (gelb) - „Wasser“ (blau) - „Erde“ (grün) - „Luft“ (rot) | Standort | 17-21 (Memento vom 18. Dezember 2014 im Internet Archive) |